# گورستان طایفه امیرها
قبرستان طایفه امیرها مربوط به دوره قاجار است و در شهرستان کازرون، بخش کوهمره، دهستان کوهمره، قسمت شمال غرب روستای نودان واقع شده و این اثر در تاریخ ۳۰ بهمن ۱۳۸۶ با شمارهٔ ثبت ۲۰۹۳۲ به‌عنوان یکی از آثار ملی ایران به ثبت رسیده است.